# 任布
任布（?—?），字应之，河南（河南省洛阳市）人，北宋大臣。是后唐宰相任圜的四世孙。祖任璉，父任廷芳。

## 生平
任布努力学习，家贫，曾经从别人家借书来读。进士及第，补授安肃军判官，上任开始问辽朝中事，上疏奏请整饬边备，奏明河北战略利害。后来契丹至澶渊，宋真宗得知任布之名，特改任大理寺丞、知安阳县。通判嘉州，回京，知开封府司录事，通判大名府。当时刚刚设置提点刑狱，选任布领荆湖南路。
入朝为权三司盐铁判官，判度支勾院。京城东南有泉涌出，为筑祥源观，男女光脚奔走瞻拜。任布说：“开明的朝廷不应该以神怪之术愚弄百姓。”于是忤逆宰相之意。又和徐奭、麻温其试开封府进士，而徐奭暗中打开封卷观看。降监邓州税，改知宿州。
当时越州主官缺任，寇准说：“越州有职分田，岁入丰厚，现在争的人很多，不是清官不能授予。”于是任布改任越州。有爷爷告孙子“醉酒骂我”，已而后悔，每日在官庭哭道：“我老无子，赖此孙以相依为命。”任布听说，免他的死罪，上书自劾，朝廷也没有责怪。
寇准被贬，任布也改知建州，后来官至尚书职方员外郎。丁谓被外贬，逐渐被用为白波发运使。一年多后，判三司开拆司，出为梓州路转运使。富顺监盐井，年岁久远盐少税多，井主直至破产，有的卖去子孙不能偿税。任布上奏除去。升迁为祠部郎中、权户部判官，擢升为江、淮制置发运使。之前使者多聚集山海珍异之物来馈赠权贵，任布全部罢去。
召入京城为三司度支副使，奉命朝出使契丹国。还京，加直史馆、知荆南府。担任盐铁副使，命管伴契丹使。历任兵部、刑部郎中，拜为右谏议大夫、知真定府。有人想要减省河北兵，任布说：“契丹、西夏正在窥伺中原，不能弛于防备。”筑甬道通滹沱河，跨绝泥潦。转任滑州，改任天雄军。升迁为给事中、集贤院学士、知许州。不久，为龙图阁直学士，改任澶州。黄德和诬蔑刘平降贼，就要将刘平抄家，任布力言刘平不是降贼之人。再改任真定，又改任河南府，未至，庆历元年（1041年）召为枢密副使。
任布质朴节制自守，秉政后无所建树。其子任逊曾上书，诋毁大臣及任布都是不才，御史鱼周询于是奏疏“任布不才，其子当然知道。”庆历二年（1042年）于是任布以尚书工部侍郎罢知河阳。议者以鱼周询引任逊的话罢免其父，很不得体。任布改任蔡州，授太子少保致仕，进升为少傅。皇祐年间，诏命他陪祀明堂，称病未去。赐一子进士出身，升迁为少师。
任布回到洛阳，作五知堂，为知恩、知道、知命、知足、知幸。

## 身后
去世后赠太子太傅，谥恭惠。

## 家族
其子任达，性情恬静淡远，尚佛学，官至司封郎中。第六子任述，王屋知县。

## 延伸阅读
[在维基数据编辑]
 《宋史·卷288》，出自脱脱《宋史》